# District de Zalaegerszeg
Le district de Zalaegerszeg (en hongrois : Zalaegerszegi járás) est un des 10 districts du comitat de Zala en Hongrie. Il compte 102 553 habitants et rassemble 84 localités : 81 communes et 3 villes dont Zalaegerszeg, son chef-lieu.
Cette entité existait déjà auparavant, jusqu'à la réforme territoriale de 1983.

## Localités
- Alibánfa
- Almásháza
- Alsónemesapáti
- Babosdöbréte
- Bagod
- Bak
- Baktüttös
- Becsvölgye
- Bezeréd
- Bocfölde
- Boncodfölde
- Böde
- Búcsúszentlászló
- Csatár
- Csertalakos
- Csonkahegyhát
- Csöde
- Dobronhegy
- Egervár
- Gellénháza
- Gombosszeg
- Gutorfölde
- Gyűrűs
- Gősfa
- Hagyárosbörönd
- Hottó
- Iborfia
- Kemendollár
- Keménfa
- Kisbucsa
- Kiskutas
- Kispáli
- Kustánszeg
- Kávás
- Lakhegy
- Lickóvadamos
- Milejszeg
- Misefa
- Nagykapornak
- Nagykutas
- Nagylengyel
- Nagypáli
- Nemesapáti
- Nemeshetés
- Nemesrádó
- Nemessándorháza
- Nemesszentandrás
- Németfalu
- Orbányosfa
- Ormándlak
- Ozmánbük
- Pacsa
- Padár
- Pálfiszeg
- Pethőhenye
- Petrikeresztúr
- Pókaszepetk
- Pölöske
- Pusztaederics
- Pusztaszentlászló
- Salomvár
- Sárhida
- Söjtör
- Szentkozmadombja
- Szentpéterfölde
- Szentpéterúr
- Teskánd
- Tilaj
- Tófej
- Vasboldogasszony
- Vaspör
- Vöckönd
- Zalaboldogfa
- Zalacséb
- Zalaegerszeg
- Zalaháshágy
- Zalaigrice
- Zalaistvánd
- Zalalövő
- Zalaszentgyörgy
- Zalaszentiván
- Zalaszentlőrinc
- Zalaszentmihály
- Zalatárnok